# Bäfverfeldt
Bäfverfeldt är en svensk adelsätt från Västergötland, introducerad på Sveriges Riddarhus 1652.
Borgmästaren i Karlstad (mellan 1584 och 1610) Knut Olofsson, (död efter 1610) är ättens stamfader. Hans andra hustru var Emerentia Krakow vars far var befallningsman på Gullbergs fäste, och med henne fick han dottern Karin, stammoder till ätten Cederstedt, och sonen Petrus Canuti Carolstadius, underlagman i Västergötland och Dal och sedan justitiepresident i Göteborg. Han adlades år 1650 på namnet Bäfverfeldt och introducerades på nummer 515 år 1652. Han skrev sig till Henstad, Finta, Dingelsund och Widön i Karlstad.
Petrus Bäfverfeldt Henstad var gift två gånger, men fick bara barn i första äktenskapet med Helena Prætoria, dotter till kyrkoherden i Karlstad och prosten Carolus Benedicti Prætorius och Anna Kenicia som var dotter till ärkebiskop Petrus Kenicius och tillhörde Bureätten. Dottern Margareta gifte sig Bratt af Höglunda och dottern Anna var först gift med Petrus Enstadius och sedan med Henricus Burelius - den senare dotterns ättlingar adlades von Wright.
Ätten fortlevde på svärdssidan med två söner: löjtnanten vid Adelsfanan Carl Bäfverfelt till Finta och kaptenen vid Drottningens livregemente Gustaf Bäfverfeldt Henstad. Carl Bäfverfeldt var gift med Maria Carus. Deras äldsta dotter "övertalades" av major Johan Silfversvärd och förklarades efter lång rättegång som hans hustru. Carl Bäfverfeldts andra dotter Helena var gift med löjtnant Carl Bredman. Ättegrenen fortlevde på svärdssidan med kapten Per Bäfverfeldt, gift med Agneta Feltreuter vars mor var en Belfrage. Deras yngste son förgicks på Norra Ishavet under en valjakt i Grönland, och slöt den äldre grenen av ätten på svärdssidan. Han hade tre systrar som gifte sig, varav en med en Ahlefelt.
Den ovan nämnde Gustaf Bäfverfeldt Henstad var gift med Catharina Stillman vars mor var en Poppelman. De fick två barn. Dottern Helena Emerentia var gift med archlimästaren Anders Rydberg, och sonen Per Gustaf Bäfverfeldt till Henstad och Maggarp som blev flera gånger sårad i strid, samt deltog i slaget vid Poltava och kalabaliken i Bender. Hans hustru var Anna Margareta Eneman vars mor var en Bruce. De fick fyra döttrar och en son, Thure Gustaf Bäfverfeldt från vilken alla nu levande ättmedlemmar härstammar. Han var först gift med Elisabeth Christina Stake, dotter till friherrinnan Stromberg, och andra gången med Anna Sophia Runström, en rådmansdotter ifrån Karlshamn.
1778 överflyttades ätten i dåvarande riddarklassen.

## Personer med efternamnet Bäfverfeldt
- Arvid Bäfverfeldt (1897–1959), präst
- Peder Bäfverfeldt (1607–1653), ämbetsman